# Anel Džaka
Anel Džaka (* 19. September 1980 in Sarajevo, SFR Jugoslawien) ist ein ehemaliger deutscher Fußballspieler und jetziger Fußballtrainer.

## Karriere
Džaka begann seine Karriere bei Bayer Leverkusen und wurde dort von 1999 bis 2003 in der zweiten Mannschaft eingesetzt. Von 2000 bis 2003 bestritt er außerdem in jeder Saison ein Spiel in der 1. Bundesliga.
2003 wechselte er zum Zweitliga-Aufsteiger VfL Osnabrück. Osnabrück stieg jedoch nach einer Saison wieder in die Regionalliga Nord ab, was Džaka in seinen 27 Einsätzen mit vier Toren nicht verhindern konnte. Zudem erzielte er am 24. August 2003 gegen Mainz 05 mit einem Hackentrick-Fallzieher das Tor des Monats.
Nach dem Abstieg wechselte Džaka zum damaligen Süd-Regionalligisten TuS Koblenz. Mit Koblenz stieg er 2006 in die 2. Fußball-Bundesliga auf. Während dieser Zeit war er Kapitän, Stammspieler und Publikumsliebling.
Die TuS Koblenz löste das Vertragsverhältnis zum 30. Juni 2008 auf und Džaka wechselte zum 1. FC Kaiserslautern. Im Sommer 2009 wurde ihm mitgeteilt, dass er in den Planungen des neuen FCK-Trainers Marco Kurz keine Rolle mehr spiele. Ein halbes Jahr hielt er sich bei der zweiten Mannschaft des Vereins fit und spielte gelegentlich für die "kleinen Teufel" in der Regionalliga West.
Nach der Winterpause 2010 kehrte Džaka zur TuS Koblenz zurück; er wurde bis zum Ende der Saison 2009/10 ausgeliehen. Doch auch er konnte den Abstieg der TuS nicht verhindern. Koblenz landete auf Tabellenplatz 17 und stieg in die 3. Fußball-Liga ab. Zurück in Kaiserslautern teilte Stefan Kuntz Džaka mit, dass der FCK die Saison 2010/11 ohne ihn planen würde und er sich um einen neuen Verein bemühen müsse.
Nach einem halben Jahr ohne Verein wurde Džaka im Dezember 2011 vom Drittligisten Rot-Weiß Oberhausen unter Vertrag genommen. Der bis zum Saisonende laufende Vertrag wurde nach dem Abstieg der Oberhausener nicht verlängert.
Džaka kehrte daraufhin erneut zur TuS Koblenz zurück, bei der er einen Dreijahresvertrag bis zum 30. Juni 2015 unterschrieb.
Nach seinem Karriereende schlug Dzaka den Weg zum Trainer ein und übernahm zunächst die U17 der TuS Koblenz in der Regionalliga. Im Februar 2018 wurde Dzaka als Nachfolger von Petrik Sander neuer Cheftrainer der ersten Mannschaft der TuS Koblenz in der Regionalliga Südwest. Ende Mai 2018 einigten sich die TuS Koblenz und Džaka auf einen neuen Einjahresvertrag mit Verlängerungsoption. Im November 2021 wurde er freigestellt.

### Erfolge
- Aufstieg in die 2. Bundesliga mit TuS Koblenz 2006
- Aufstieg in die Regionalliga Nord mit Bayer Leverkusen Amateure 2000